# Jarochów
Jarochów – wieś w Polsce położona w województwie łódzkim, w powiecie łęczyckim, w gminie Daszyna.
Przez wieś prowadzi droga krajowa DK91.
W latach 1975–1998 miejscowość administracyjnie należała do województwa płockiego.